# Ян Світковський
Ян Світковський (пол. Jan Świtkowski, 23 січня 1994) — польський плавець.
Учасник Олімпійських Ігор 2016 року.
Призер Чемпіонату світу з водних видів спорту 2015 року.
Призер Чемпіонату Європи з водних видів спорту 2018 року.